# Robert Joy
Robert Joy (ur. 17 sierpnia 1951 w Montrealu) – kanadyjski aktor i kompozytor.

## Życiorys

### Wczesne lata
Urodził się w Montrealu w Quebec jako syn Flory Louise (z domu Pike) i doktora Cliftona Josepha Joya, lekarza i polityka w Nowej Fundlandii. Wychowywał się w St. John’s. Uczęszczał do Corpus Christi College w Oksfordzie na stypendium Rhodesa i studiował na Memorial University of Newfoundland.

### Kariera
Po raz pierwszy wystąpił na ekranie jako Carter w kanadyjskim miniserialu dokumentalnym CBC/Radio-Canada Sen narodowy (The National Dream: Building the Impossible Railway, 1974) na podstawie książki Pierre’a Bertona. W 1978 zadebiutował na Off-Broadwayu jako Peter Van Daan w sztuce Dziennik Anne Frank. Za rolę Dave’a Matthewsa, męża Sally (Susan Sarandon) w melodramacie kryminalnym Louisa Malle’a Atlantic City (1980) zdobył nominację do Nagrody Genie. W 1985 trafił na Broadway w roli Simona Blissa w komedii Noëla Cowarda Hay Fever. W komedii Rozpaczliwie poszukując Susan (Desperately Seeking Susan, 1985) zagrał postać Jima Dandy’ego, chłopaka Susan (Madonna). Otrzymał nagrodę Honorable Drama-Logue Critics. W serialu policyjnym CBS CSI: Kryminalne zagadki Nowego Jorku (2005–2013) został obsadzony w roli lekarza sądowego Sida Hammerbacka.

## Życie prywatne
27 października 1979 poślubił aktorkę Mary Joy, z którą jest rozwiedziony. Mają córkę Ruby. Latem 2011 Joy i jego córka wystąpili razem w szekspirowskiej Burzy. Joy był partnerem aktora Williama Duff-Griffin, który zmarł na raka prostaty 13 listopada 1994. W 1995 związał się z kompozytorem broadwayowskim Henrym Kriegerem.

## Filmografia
- Superhero (Superhero Movie) (2008) jako dr Stephen Hawking
- Obcy kontra Predator 2 (AVPR: Aliens vs Predator - Requiem) (2007) jako Pułkownik Stevens
- Wzgórza mają oczy (Hills Have Eyes, The) (2006) jako Lizard
- Męsko - damska rzecz (It's a Boy Girl Thing) (2006) jako Ted
- Whole New Thing (2005) jako Rog
- Pretty Persuasion (2005) jako Larry Horowitz
- Ziemia żywych trupów (Land of the Dead) (2005) jako Charlie
- Pentagon: Sektor E (E-Ring) (2005–2006) jako Mark Boskovich
- CSI: Kryminalne zagadki Nowego Jorku (CSI: NY) (2004) jako dr Sid Hammerback
- Helter Skelter (2004) jako Detective Morrisy
- Żywy towar (Sex Traffic) (2004) jako Major James Brooke
- Uwięziona we śnie (Lazarus Child, The) (2004) jako Senator Willis
- Instynkt zabójcy (Killer Instinct: From the Files of Agent Candice DeLong) (2003) jako dr Rene Sutter
- MDs (2002–2003) jako Frank Coones
- Kroniki portowe (Shipping News, The) (2001) jako EMS Oficer
- Niejaki Joe (Joe somebody) (2001) jako Pat Chilcutt
- Bezpieczny port (Haven) (2001) jako Lawrence Dickson
- Obrońca (Guardian, The) (2001–2004) jako Larry Hines (gościnnie)
- Agentka o stu twarzach (Alias) (2001–2006) jako Doktor Hans Jürgens (gościnnie)
- Jordan (Crossing Jordan) (2001–2007) jako Ethan Grady (gościnnie)
- Słodki listopad (Sweet November) (2001) jako Raeford Dunne
- Spytajcie moje dzieci (Just Ask My Children) (2001) jako Sam Bennis
- 70s, The (2000) jako Hal Shales
- Tragikomiczne wypadki z życia Titusa (Titus) (2000–2002) jako ojciec Crawford (gościnnie)
- Gideon’s Crossing (2000–2001) jako Andy Alter (gościnnie)
- Magia sukcesu (Bull) (2000) (gościnnie)
- Bonhoeffer, sługa boży (Bonhoeffer: Agent Of Grace) (2000) jako Manfred Roeder
- Norymberga (Nuremberg) (2000) jako Anton Pachelogg
- Zwariowany świat Malcolma (Malcolm in the Middle) (2000–2006) jako Danny (gościnnie)
- Gang panny Glenn (Snoops) (1999) jako Walter Byrd (gościnnie)
- Łowcy Skarbów (Relic Hunter) (1999–2002) jako dr Flaubert (gościnnie)
- Owoce miłości (Seasons of Love) (1999) jako Jim Brewster
- Odkupienie (Resurrection) (1999) jako Demus
- Trzej mężczyźni i ona (Advice From A Caterpillar) (1999) jako mężczyzna
- Divine Ryans, The (1999) jako Donald Ryan
- Jak pan może, panie doktorze? (Becker) (1998–2004) jako Tetzoff (gościnnie)
- W sieci zła (Fallen) (1998) jako Charles
- Dangerous Offender: The Marlene Moore Story (1996) jako Doktor Steve Gibson
- Harriet szpieg (Harriet the Spy) (1996) jako Mr. Welsch
- Wszyscy kochają Raymonda (Everybody Loves Raymond) (1996–2005) jako pan Welsh (gościnnie)
- Nash Bridges (1996–2001) jako Randall Jackson (gościnnie)
- Szeryf (Marshal, The) (1995) jako Thomas Borden (gościnnie)
- Po tamtej stronie (Outer Limits, The) (1995–2002) jako dr Greg Olander (1998) (gościnnie)
- Wodny świat (Waterworld) (1995) jako Księgowy
- Kochanek z probówki (Modern Affair, A) (1995) jako Ernest Pohlsab
- Pharaoh's Army (1995) jako Chicago
- Henry i Verlin (Henry & Verlin) (1994) jako Ferris
- Potyczki z Jeannie (I'll Do Anything) (1994) jako U.S. Marshal
- Życzenie śmierci 5 (Death Wish V: The Face of Death) (1994) jako Freddie 'Flakes'
- Ulice Nowego Jorku (New York Undercover) (1994–1998) jako George Holloway (gościnnie)
- Mroczna połowa (Dark Half, The) (1993) jako Fred Clawson
- Zamiana rodziców (Gregory K) (1993) jako Ralph Kingsley
- Tracey Takes on New York (1993) jako niezadowolony były pracodawca
- Maniac Mansion (1990–1993) jako Pony (gościnnie)
- Skrzydła (Wings) (1990–1997) jako dr Grayson (gościnnie)
- Prawo i porządek (Law & Order) (1990) jako Leo Barnett (gościnnie)
- Judgment (1990) jako pan Hummel
- Jej powrót (She’s Back) (1989) jako Paul
- Millennium (1989) jako Sherman, robot
- Klub samobójców (Suicide Club, The) (1988) jako Michael Collins
- Prodigious Mr. Hickey, The (1987) jako Tapping
- Złote czasy radia (Radio Days) (1987) jako Fred
- Days and Nights of Molly Dodd, The (1987–1991) jako Christopher DeWitt (gościnnie)
- Ważniaki (Big Shots) (1987) jako Dickie
- Miecz Gideona (Sword of Gideon) (1986) jako Hans
- Joshua dawniej i dziś (Joshua Then and Now) (1985) jako Colin Fraser
- Ray Bradbury Theatre, The (1985–1992) jako Booth (1992) (gościnnie)
- Rozpaczliwie poszukując Susan (Desperately Seeking Susan) (1985) jako Jim
- Na wariackich papierach (Moonlighting) (1985–1989) jako Clark Greydon (gościnnie)
- Equalizer, The (1985–1989) jako Jacob Stock (gościnnie)
- Trauma (Terminal Choice) (1985) jako dr Harvey Rimmer
- Amityville III: Demon (Amityville 3-D) (1983) jako Elliot West
- Escape from Iran: The Canadian Caper (1981) jako Mark Lijek
- Bilet do nieba (Ticket to Heaven) (1981) jako Patrick
- Próg (Threshold) (1981) jako David Art
- Atlantic City (1980) jako Dave Matthews
- National Dream: Building the Impossible Railway, The (1974) jako Carter

## Kompozytor
- Adventure of Faustus Bidgood, The (1986)